# غريغوري روبرتس
غريغوري روبرتس (بالإنجليزية: Gregory David Roberts )‏ (و. 1952  م) هو كاتب، وروائي، وناثر أسترالي، ولد في ملبورن، بدأ مشواره المهني سنة 2003.

## حياته
ويقال إن روبرتس أصبح مدمناً على الهيروين بعد انتهاء زواجه وفقدانه حضانة ابنته الصغيرة. ولتمويل إدمانه للمخدرات، اتجه إلى الجريمة، وأصبح يُعرف باسم "لص جمعيات البناء" و"اللص المحترم"، لأنه كان يسرق المؤسسات التي لديها تأمين كافي فقط، وكان يرتدي بدلة من ثلاث قطع، وكان يقول دائمًا ”من فضلك“ و”شكرًا“ للأشخاص الذين يسرقهم.

## روابط خارجية
1 يونيو 1978. قاطع طريق المجتمعات: 23 عامًا 20-10-2024

## وصلات خارجية
- غريغوري روبرتس على موقع IMDb (الإنجليزية)

- غريغوري روبرتس في قاعدة بيانات الأفلام على الإنترنت